# 1890年ウィンブルドン選手権
1890年 ウィンブルドン選手権（1890ねんウィンブルドンせんしゅけん、The Championships, Wimbledon 1890）に関する記事。イギリス・ロンドン郊外にある「オールイングランド・ローンテニス・アンド・クローケー・クラブ」にて開催。

## 大会の流れ
- 男子シングルスは1878年、女子シングルスは1886年から「チャレンジ・ラウンド」（Challenge Round, 挑戦者決定戦）と「オールカマーズ・ファイナル」（All-Comers Final）方式で優勝を決定していた。大会前年度優勝者を除く選手は「チャレンジ・ラウンド」に出場し、前年度優勝者への挑戦権を争う。前年度優勝者は、無条件で「オールカマーズ・ファイナル」に出場できる。チャレンジ・ラウンドの勝者と前年度優勝者による「オールカマーズ・ファイナル」で、当年度の選手権優勝者を決定した。
- この年は、女子シングルスの前年度優勝者ブランチ・ビングリー・ヒルヤードが欠場した。前年度優勝者が出場しなかった場合は「オールカマーズ・ファイナル」がなくなるため、チャレンジ・ラウンドの決勝結果を優勝記録表に掲載する。
- 初期の女子シングルスでは、チャレンジ・ラウンドにエントリーする選手が少なく、この年は4名のみだった。
- 初期のウィンブルドン選手権のように、外国人出場者が少なかった時期は、地元イギリス人選手の国旗表示を省略する。

## 大会前年度優勝者
- 男子シングルス：ウィリアム・レンショー
- 女子シングルス：ブランチ・ビングリー・ヒルヤード　［大会不参加］
- 男子ダブルス：ウィリアム・レンショー＆アーネスト・レンショー　［男子ダブルス棄権］

## 男子シングルス

### チャレンジラウンド
準々決勝
- ジョシュア・ピム vs. ハリー・スクリブナー　6-3, 12-10, 6-0
- ウィロビー・ハミルトン vs. ウィルフレッド・バデリー　6-3, 6-0, 6-1
- アーネスト・ルイス vs.  ディーン・ミラー　6-3, 6-1, 6-1
- ハリー・バーロウ vs. D・グレインジャー・チェイター　8-10, 6-4, 2-6, 6-1, 6-1

準決勝
- ウィロビー・ハミルトン vs.  ジョシュア・ピム　0-6, 6-4, 6-4, 6-2
- アーネスト・ルイス vs. ハリー・バーロウ　7-5, 6-4, 4-6, 7-5

決勝
- ウィロビー・ハミルトン vs. アーネスト・ルイス　2-6, 6-4, 6-4, 4-6, 7-5

### オールカマーズ決勝
- ウィロビー・ハミルトン vs. ウィリアム・レンショー　6-8, 6-2, 3-6, 6-1, 6-1　（ハミルトンが本大会の優勝者になる）

## 女子シングルス

### チャレンジラウンド
1回戦
- メイ・ジャックス vs. エディット・メアリー・コール　6-4, 7-5
- レナ・ライス vs. メアリー・スティードマン　7-5, 6-2

決勝
- レナ・ライス vs. メイ・ジャックス　6-4, 6-1　（ここで優勝決定。ライスが本大会の優勝者になる）

## 決勝戦の結果
男子シングルス
- ウィロビー・ハミルトン vs. ウィリアム・レンショー　6-8, 6-2, 3-6, 6-1, 6-1　［オールカマーズ決勝］

女子シングルス
- レナ・ライス vs. メイ・ジャックス　6-4, 6-1　［チャレンジラウンド決勝］

男子ダブルス
- ジョシュア・ピム＆ フランク・ストーカー vs. ジョージ・ヒルヤード＆アーネスト・ルイス　6-0, 7-5, 6-4　［チャレンジラウンド決勝］